# عرب آمریکایی (فیلم)
عرب آمریکایی (انگلیسی: American Arab) یک فیلم به کارگردانی اسامه الشیبی است. داستان فیلم در مورد زندگی شخصی کارگردان فیلم است.